# Leandro Maria Alves

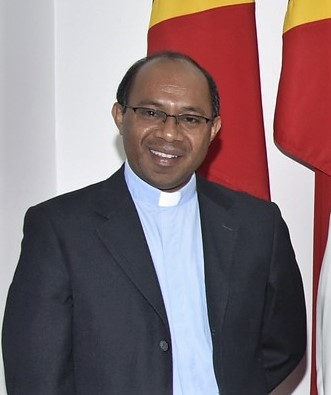
Leandro Maria Alves

Leandro Maria Alves (* 10. Mai  1974 in Ermera, Portugiesisch-Timor) ist römisch-katholischer Bischof von Baucau in Osttimor.

## Werdegang
Von 1990 bis 1993 besuchte Alves die katholische Sekundarschule Colégio de São José. Dem folgte ein Jahr der Propädeutik und eines der spirituellen Vorbereitung in der Pilgerherberge São Maria in Dare.
Alves besuchte von 1995 bis 1998 das Priesterseminar und die Fakultät für Philosophie und Theologie der Katholischen Universität Widya Mandira im indonesischen Kupang in Westtimor, von 1999 bis 2001 absolvierte er ein pastorales Jahr im Seminário Menor de Balide. Dem folgte von 2001 bis 2004 der  Besuch des Seminário Maior de Évora in Portugal und das Studium an der Theologischen Fakultät der Katholischen Universität Portugal, wo er einen Bachelortitel in Theologie erhielt. Von 2004 bis 2005 war Alves in der Seelsorge in Turiscai aktiv. 2005 wurde er Diakon.
Am 8. Dezember 2006 erhielt Alves die Priesterweihe und wurde in die Diözese Díli inkardiniert. Von 2006 bis 2007 und von 2017 bis 2019 war er Pfarrvikar der Kathedrale von Dili und von 2008 bis 2011 Ausbilder im Hauptseminar Peter und Paul in Dili. Von 2009 bis 2014 war Alves Direktor der Diözesanstiftung von Díli São Paulo und Exekutivdirektor der Nationalen Kommission für das katholische Bildungswesen von Osttimor der Timoresischen Bischofskonferenz (CONECTIL), von 2010 bis 2012 Sekretär des Diözesan-Presbyteriums von Díli, von 2011 bis 2014 Rektor des Diözesanseminars Nossa Senhora de Fátima in Dili und Direktor des angeschlossenen Colégio de São José und von 2014 bis 2017 Lizentiat in Dogmatischer Theologie an der Päpstlichen Universität Urbaniana in Rom.
Es folgte das Amt des Präsidenten der Qualitätssicherungskommission für Studien am Instituto Filosofia e Teologia Dom Jaime Garcia Goulart (ISFIT) der Timorischen Bischofskonferenz von 2017 bis 2020 und Pfarradministrator der Kathedrale von Dili von 2017 bis 2020. Seit 2017 war Alves Professor für Dogmatische Theologie am ISFIT in Díli und Exekutivsekretär der Timoresischen Bischofskonferenz und seit 2019 Präsident des Klerusverbandes der Erzdiözese Díli. 2023 wurde er Pfarrer der Kathedrale von Dili, bevor er am 26. April die Ernennung zum Bischof von Baucau von Papst Franziskus erhielt.